# Рунівщинська волость (Костянтиноградський повіт)
Рунівщинська волость (Рунівська) — адміністративно-територіальна одиниця Костянтиноградського повіту Полтавської губернії з центром у селі Рунівщина.
Старшинами волості були:
- 1900 року Василь Іванович Пряхін[1];
- 1904 року Василь Іванович Піскун[2];
- 1913—1915 роках Іван Юхимович Туменко[3],[4].